# ديانة حضارات ما بين النهرين القديمة
ديانة حضارات ما بين النهرين هي المعتقدات والممارسات الدينية التي كان يؤمن بها السومريون والأكاديون الساميون الشرقيون والأشوريون والبابليون ومن ثم آمن بها المهاجرون الآراميون والكلدان الذين كانوا يعيشون في بلاد ما بين النهرين (منطقة تشمل العراق الحديث وجنوب شرق تركيا وشمال شرق سوريا) وهي الحضارات التي كانت تحكم المنطقة لمدة 4200 سنة، منذ الألفية الرابعة قبل الميلاد في جميع أنحاء بلاد ما بين النهرين وحتى القرن العاشر تقريباً بعد الميلاد في آشور. .
الإيمان بأكثر من آلهة كانت الديانة الوحيدة في بلاد ما بين النهرين القديمة طوال آلاف السنين قبل الدخول في فترة من التراجع التدريجي والتي بدأت بين القرن الأول والثالث بعد الميلاد. حدث هذا التراجع بسبب الانفتاح على الديانة المسيحية الشرقية الأصلية المميزة (السريانية المسيحية مثل: الكنيسة الآشورية الشرقية والكنيسة السريانية الأرثوذكسية) وكذلك المانوية والغنوصية، واستمرت حوالي ثلاثة إلى أربعة قرون، حتى اندثرت أغلب التقاليد الدينية الأصلية للمنطقة مع بقاء آخر الآثار الموجودة بين بعض المجتمعات الآشورية النائية حتى القرن العاشر بعد الميلاد.
إعادة الإحياء

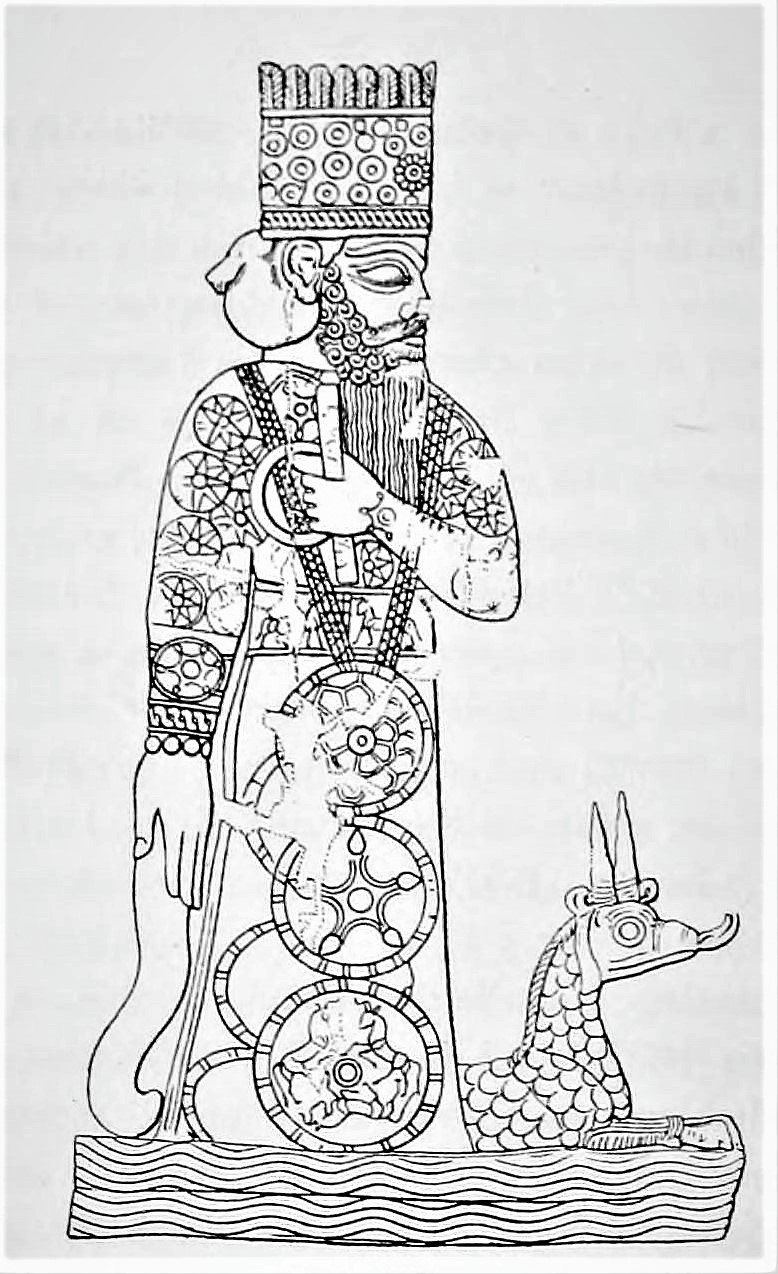
الإله مردوخ وتنينه مشخش

ضاعت ونُسيت العديد من جوانب الممارسات الشائعة والتعقيدات لهذه العقيدة مع مرور الزمن، كغيرها من الأديان المندثرة. ولكن لحسن الحظ أغلب المعلومات والمعارف نجت، فقد عمل المؤرخين والعلماء عملاً عظيماً بمساعدة علماء الدين والمترجمين لإعادة إحياء المعرفة العملية للتاريخ الديني والتقاليد والدور الذي لعبته هذه المعتقدات في الحياة اليومية في الحضارة السومرية والآكادية والآشورية والبابلية خلال تلك الفترة. ويُعتقد أن دين بلاد ما بين النهرين كان له تأثير كبير على الديانات اللاحقة في جميع أنحاء العالم من ضمنها: الكنعانية والأرامية واليوناينة القديمة والديانات الفينيقية والديانات الموحِدة مثل الصائبة والإسلام.
ومن المعروف أن الإله آشور كان يٌعبد مع آلهة أخرى في آشور حتى نهاية القرن الرابع بعد الميلاد. فكانت ديانة بلاد ما بين النهرين ديانة شركية، فقد كانوا يعبدون أكثر من 2,100 آلهة مختلفة وكثير منها كانت مرتبطة بمدينة أو ولاية معينة داخل بلاد ما بين النهرين مثل: سومر وأكاد وآشور ونينوى وأور وأوروك وماري وبابل. كانت بعض أهم هذه الآلهة: آنو وإنكي وإنليل وعشتار (عشتروت) وعاشور وشمش وشولمان وتموز وأدد/حداد وسين (نانا) وكور وداغان ونينورتا ونسروخ ونركال وتيامات وبيل ومردوخ.
جان بوتيرو من المؤرخين الذين زعموا أن دين بلاد ما بين النهرين هو أقدم دين في العالم، مع وجود عدة مزاعم أخرى مشابهة. وبما أن الكتابة قد أخترعت في بلاد ما بين النهرين فمن المؤكد أنها الأقدم في التاريخ المكتوب. فما يعرف عن دين بلاد ما بين النهرين جاء من الأدلة الأثرية التي أكتشفت في المنطقة، لا سيما من المصادر الأدبية والتي عادةً ما تكون مكتوبة بالخط المسماري على ألواح الطين والتي تصف الأساطير والممارسات الطقوسية. ويمكن أن تكون غيرها من الأدوات مفيدة عند إحياء دين بلاد ما بين النهرين. وكما هو شائع في معظم الحضارات القديمة، أن الأجسام المصنوعة من المواد الأكثر متانة وقيمة، وهذا ما جعلها تبقى صامدة، كانت مرتبطة بالمعتقدات والممارسات الدينية. وهذا ما دفع أحد الباحثين إلى زعم «أن معيشة شعب بلاد ما بين النهرين برمتها كانت منصبة على تدينهم، فكل شيء تقريباً بقي منهم من الممكن استخدامه كمصدر لمعرفة دينهم.»
على الرغم من أن هذه الديانة اندثرت بشكل كبير في عام 400 بعد الميلاد تقريباً، ماعدا مناطق قليلة معزولة في آشور (الجزء العلوي من بلاد ما بين النهرين)، إلا أنها مازالت مؤثرة على العالم الحديث، غالباً بسبب العديد من القصص التي وردت في الإنجيل والموجودة اليوم في اليهودية والمسيحية والإسلام والصائبة، فهذه القصص من الممكن أن تكون مستندة في الأصل على أساطير بلاد ما بين النهرين القديمة، خصوصاً أسطورة الخلق وجنة عدن وطوفان نوح وبرج بابل وشخصيات مثل نمرود وليليث. وبالإضافة إلى ذلك، فإن قصة أصل النبي موسى تشابه قصة سرجون الأكدي. وقد ألهمت ديانة بلاد ما بين النهرين أيضاً مجموعات متعددة وثنية جديدة معاصرة للبدء في عبادة آلهِتهم مرة أخرى، وإن كان ذلك بطريقة مختلفة غالباً عن طريقة شعب بلاد ما بين النهرين أنفسهم.

## التاريخ

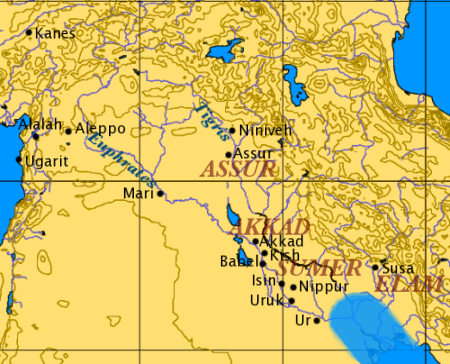
نظرة عامة على خريطة بلاد ما بين النهرين القديمة

في الألفية الرابعة قبل الميلاد، يمكن رؤية أول دليل على ديانة بلاد ما بين النهرين مع اختراع الكتابة في بلاد ما بين النهرين في عام 3500 قبل الميلاد.
كان شعب بلاد ما بين النهرين يتألف في الأصل من مجموعتين، متحدثي اللغة الأكدية السامية الشرقية (انقسموا لاحقًا إلى الآشوريين والبابليين) وشعب سومر، الذين يتحدثون لغة معزولة. كان هؤلاء الناس أعضاء في مختلف الدول المدن والممالك الصغيرة. ترك السومريون السجلات الأولى، ويُعتقد أنهم كانوا مؤسسي حضارة فترة العبيد (عام 6500 قبل الميلاد حتى عام 3800 قبل الميلاد) في الجزيرة الفراتية. في العصور التاريخية، كانوا يقيمون في جنوب بلاد ما بين النهرين، والتي عُرفت باسم سومر (وبعد ذلك بكثير، بلاد بابل)، وكان لهم تأثير كبير على متحدثي اللغة الأكدية وثقافتهم. ويعتقد أن الساميين الناطقين باللغة الأكدية دخلوا المنطقة في وقت ما بين عام 3500 قبل الميلاد وعام 3000 قبل الميلاد، مع ظهور اسم الأكدية لأول مرة ضمن قوائم سنوات حكم هذه الدول في القرن التاسع والعشرين قبل الميلاد.
كان السومريين متقدمون: بالإضافة إلى اختراع الكتابة، اخترعوا أيضًا الأشكال الأولى لمبادئ الرياضيات، والأشكال الأولى من المركبات/العجلات الحربية، علم الفلك، علم التنجيم، مدونة القانون المكتوبة، الطب المنظم، الزراعة والعمارة المتقدمة، والتقويم. أنشؤوا أول الدول المدينة مثل الوركاء وأور ولجش وإيسن وكيش وأوما وإريدو وأداب وأكشاك وسيبار ونفر ولارسا، كل منها يحكمها إينسي. ظل السومريون مهيمنين إلى حد كبير في هذه الثقافة المركبة، حتى ظهور الإمبراطورية الأكدية في عهد سرجون الأكدي نحو عام 2335 قبل الميلاد، التي وحدت كل بلاد ما بين النهرين تحت حاكم واحد.
كانت هناك زيادة في التوفيق بين الأديان السومرية والأكدية من حيث الآلهة والثقافة، إذ فضل الأكاديون عادةً عبادة عدد أقل من الآلهة لكن رفعوهم إلى مناصب أكبر في السلطة. في عام 2335 قبل الميلاد، غزا سرجون الأكدي كل بلاد ما بين النهرين، ووحد سكانها في أول إمبراطورية في العالم ونشر سيطرتها على إيران القديمة والمشرق والأناضول وكنعان وشبه الجزيرة العربية. صمدت الإمبراطورية الأكادية قرنين من الزمان قبل انهيارها بسبب التدهور الاقتصادي والنزاع الداخلي والهجمات من الشمال الشرقي على يد شعب الدوتي.
بعد إحياء السومرية لفترة وجيزة مع سلالة أور الثالثة أو الإمبراطورية السومرية الجديدة، اقتحمت بلاد ما بين النهرين عددًا من الدول الأكدية. تطورت آشور خلال القرن الخامس والعشرين قبل الميلاد، وأثبتت نفسها في الشمال عام 2100 قبل الميلاد في الإمبراطورية الآشورية القديمة وجنوب بلاد ما بين النهرين المجزأة إلى عدد من الممالك، أكبرها إيسن ولارسا وإشنونة.
في عام 1894 قبل الميلاد، تأسست الدولة المدينة الصغيرة بابل بدايةً في الجنوب من قبل الأموريين الناطقين باللغات السامية الغربية. نادرًا ما حكمتها السلالات المحلية طوال تاريخها.
بعد هذه الفترة بقليل، اختفى السومريون، واندمجوا بالكامل بالناطقين باللغة الأكدية.
ظهر الملوك الآشوريون في أواخر القرن الخامس والعشرين قبل الميلاد وسيطروا على شمال بلاد ما بين النهرين وأجزاء من شرق الأناضول وشمال شرق سوريا.
في عام 1750 قبل الميلاد، غزا حاكم بابل الأموري، الملك حمورابي، معظم بلاد ما بين النهرين، لكن انهارت هذه الإمبراطورية بعد وفاته، وعادت بابل إلى الدولة الصغيرة التي كانت عليها عند تأسيسها. سقطت سلالة الأموريين في عام 1595 قبل الميلاد بعد هجمات من قاطني الجبال المعروفين باسم الكيشيون من جبال زاغروس، الذين استمروا في حكم بابل لأكثر من 500 عام.
أصبحت آشور القوة المهيمنة في المنطقة مع الإمبراطورية الآشورية القديمة بين القرنين العشرين والثامن عشر قبل الميلاد، قبل ظهور حمورابي، وأصبحت مرة أخرى قوة كبرى مع الإمبراطورية الآشورية الوسطى (1391-1050 قبل الميلاد). هزم شعب آشور الحيثيين والميتانيين، وأجبرت قوتهم المتنامية المملكة المصرية الحديثة على الانسحاب من الشرق الأدنى. امتدت الإمبراطورية الآشورية الوسطى في أوجها من القوقاز إلى البحرين الحديثة ومن قبرص إلى غرب إيران.
كانت الإمبراطورية الآشورية الجديدة (911–605 قبل الميلاد) هي القوة المسيطرة على كل أنحاء الأرض وأكبر إمبراطورية شهدها العالم بين القرن العاشر قبل الميلاد وأواخر القرن السابع قبل الميلاد، إذ امتدت الإمبراطورية من قبرص في الغرب إلى إيران المركزية في الشرق، ومن القوقاز في الشمال إلى النوبة ومصر وشبه الجزيرة العربية في الجنوب، ما سهل انتشار ثقافة بلاد ما بين النهرين وديانتها على نطاق واسع تحت أباطرة مثل آشوربانيبال وتوكولتي نينورتا الثاني وتغلث فلاسر الثالث وشلمنصر الرابع وسرجون الثاني وسنحاريب وآسرحدون. خلال فترة حكم الإمبراطورية الآشورية الحديثة، أصبحت لغة بلاد ما بين النهرين الآرامية لغة التواصل المشتركة للإمبراطورية، بالإضافة إلى لغة بلاد ما بين النهرين الأصلية. كانت آخر السجلات المكتوبة باللغة الأكدية هي النصوص التنجيمية التي يعود تاريخها إلى عام 78 ميلادي والتي اكتُشفت في آشور.
سقطت الإمبراطورية بين عامي 612 قبل الميلاد و599 قبل الميلاد بعد فترة من الحرب الأهلية الداخلية في آشور والتي امتدت سريعًا إلى بابل، تاركةً بلاد ما بين النهرين في حالة من الفوضى. تعرضت آشور الضعيفة بعد ذلك لهجمات مشتركة من قبل تحالف من الأتباع، تضمن البابليين والكلدانيين والميديين والسكوثيين والفرس والساغاريين والكيميريين ابتداءً من عام 616 قبل الميلاد. وقاد هذه الشعوب نبوبولاسر ملك بابل وسياخريس ملك ميديا وبلاد فارس. عُزلت نينوى عام 612 قبل الميلاد، وسقطت حران في عام 608 قبل الميلاد، وكركميش في عام 605 قبل الميلاد، واختفت الآثار الأخيرة لحكم الإمبراطورية الآشورية من دور كاتليمو بحلول عام 599 قبل الميلاد.
ازدهرت بابل متأخرًا لفترة قصيرة من حيث السلطة والنفوذ، بدايةً تحت حكم السلالة الكلدانية المهاجرة، والتي استولت على معظم الإمبراطورية التي كانت تحت حكم حاشيتهم في الشمال. ومع ذلك، لم يهتم آخر ملوك بابل، نبو نيد، وهو آشوري، كثيرًا بالسياسة، مفضلًا عبادة الآلهة القمرية سين، تاركًا الحكم اليومي لابنه بلشاصر. هذا وحقيقة أن الفرس والميديون إلى الشرق كانوا قد نموا في السلطة بعد سقوط قوة آشور التي أبقتهم خاضعين لها على مدى عدة قرون، أذن بزوال بلاد ما بين النهرين. احتلت الإمبراطورية الأخمينية الإمبراطورية البابلية الحديثة في عام 539 قبل الميلاد، وبعدها اختفى الكلدانيون من التاريخ، رغم استمرار بقاء شعب بلاد ما بين النهرين وثقافتهم ودينهم بعد ذلك.
الأسطورة
ليس هناك سجلات مكتوبة محددة توضح العلوم الكونية الدينية لبلاد ما بين النهرين التي بقت حتى هذا اليوم. ومع ذلك فقد درس علماء العصر الحديث تفسيرات وأسباب مختلفة، وأنشأوا ما يُعتقد بأنه وصف جزئي دقيق على الأقل من علم الكونيات لبلاد ما بين النهرين. ووفقاً لملحمة الخلق والتي يعود تاريخها لعام 1200 قبل الميلاد والتي تقول أن الإله مردوخ قتل الإلهة تيامات (تعامة) واستخدم نصف جسدها لخلق الأرض والنصف الآخر لخلق كل من الفردوس والعالم السفلي (الجحيم).. وذكرت وثيقة من فترة مماثلة أن الكون كان كروي الشكل ومكون من ثلاثة مستويات من الفردوس حيث كانت تسكن الآلهة وتوجد النجوم فوق الأرض بثلاثة مستويات..

## الآلهة
كانت ديانة بلاد ما بين النهرين ديانة شركية لذلك كان وجود أكثر من آلهة مختلفة ذكوراً وإناثاً أمراً مقبولاً، وبالرغم من ذلك فقد كانت ايضأ تعتبر توحيدية بالنسبة لبعض المتعبدين الذين كانوا يرون آلهة محددة أرفع مقاماً من البقية. وكان هؤلاء المتعبدون في كثير من الأحيان من مدن معينة أو دويلات مدنية صغيرة كانت ترى الإله كحامي لها، على سبيل المثال: الإله أنكي كان اسمه غالباً مرتبط بمدينة إردو والإله آشور ارتبط اسمه بمدينة آشور والإله إنليل ارتبط بمدينة نيبور والإله عشتار ارتبط بمدينة اربيل والإله مردوخ ارتبط اسمه بمدينة بابل. وعلى الرغم من أن العدد الكلي للآلهة والإلهات التي وجدت في بلاد ما بين النهرين غير معروف، أحصى كي. تالكفست في كتابه (Akkadische Götterepitheta (1938 ما يقارب 2400 آلهة نعرفها الآن ومعظمها كان لها أسماء سومرية. كانت تسمى الآلهة في اللغة السومرية بدنجر وفي اللغة الأكادية كانت تعرف باسم إيلو، وعلى مايبدو فإنه كان هناك جمع وتوفيق بين عبادة آلهة هاتين الحضارتين فقد كانوا يتخذون آلهة بعضهم بعضاً آلهة يعبدونها.
تحمل آلهة بلاد ما بين النهرين العديد من أوجه الشبة مع البشر ولكونها مصورة في شكل بشري فهي لديها مواصفات بشرية. فهي أيضاً تتصرف كالبشر وتحتاج المأكل والمشرب بالإضافة إلى شرب الكحول وبالتالي فهي تعاني من آثار السكر، وعلى الرغم من هذا فأنه كان يُعتقد أنها تحتل درجة كمال أعلى من البشر. كما يُعتقد بأنها أكثر قوة من البشر وترى كل شيء وتعلمه وهي فوق كل شيء بالإضافة إلى أنها غامضة ومخلدة. كان أحد أبرز سماتها هو ضيائها المخيف (ميلامو) والذي كان يحيط بها مما يبعث الرهبة والخشوع في نفوس البشر فور رؤيتهم الآلهة. في كثير من الحالات، كانت الآلهة ترتبط بروابط أسرية بين بعضها، وهي سمة وجدت في العديد من الديانات الشركية الأخرى. وكان المؤرخ جان بوتيرو يعتقد أن الآلهة لم يكن يُنظر إليها بروحانية بل كانت تُرى على أنها أسياداً يجب أن تُطاع وتُخشى لا أن تُحب وتُعشق.. إضافة إلى ذلك، كان لدى العديد من شعب بلاد ما بين النهرين، بكافة فئاتهم، أسماء مخصصة لإله معين; ويبدو أن هذه التقاليد قد بدأت في الألفية الثالثة قبل الميلاد بين السومريين ثم اتبعهم لاحقاً بهذا التقليد الأكاديين كذلك. .
في البداية لم يكن هناك أي ترتيب للمعبد ولكن لاحقاً جاء علماء دين بلاد ما بين النهرين بمفهوم لترتيب الآلهة من حيث الأهمية. وتم اكتشاف قائمة سومرية تضم حوالي 560 آلهة مرتبة في فارا وتل أبو الصلابيخ، والتي صنفت خمسة آلهة أولية على أنها ذات أهمية خاصة ويعود تاريخها إلى عام 2600 قبل الميلاد تقريباً..
كان الإله إنليل واحداً من أهم أوائل آلهة بلاد ما بين النهرين والذي كان في الأصل إله سومري يعتبر ملك الآلهة وحاكم العالم، ثم بعد ذلك اتخذه الأكاديين إلهاً لهم.
إله آخر، كان الإله السومري آن والذي لعب دوراً مشابه لدور الإله إنليل وعُرف باسم أنو بين الأكاديين. اتخذ الأكاديين فيما بعد الإله السومري إنكي إلهاً لهم أيضاً ففي البداية كان يُعرف بإسمه الأصلي ثم عُرف لاحقاً باسم إيا. وعلى نحو مماثل أصبح يُعرف إله القمر السومري نانا بإسمه الأكادي سين وعُرف إله الشمس السومري أوتو بإسمه الأكادي شمش. وكانت أحد أبرز آلهة السومريين هي آلهة الجنس والحرب إنانا. ومع زيادة نفوذ البابليين في القرن الثامن عشر قبل الميلاد، أعلن الملك حمورابي مردوخ إله وأعطاه منصب السيادة إلى جانب أنو وإنليل في جنوب بلاد ما بين النهرين، ولم يكن لمردوخ أهمية كبيرة قبل ذلك..
ولعل الأسطورة الأكثر أهمية التي بقت من ديانة بلاد ما بين النهرين هي ملحمة جلجامش، والتي تحكي قصة الملك البطل جلجامش وصديقه الهمجي إنكيدو، ورحلته السابقه للبحث عن الخلود وهو أمر مرتبط بموافقة جميع الآلهة.
الأخلاق والفضيلة والخطيئة
على الرغم من أن الوثنية القديمة كانت تركز على الفرائض والشعائر أكثر من تركيزها على الأخلاق، فإن عدداً من الفضائل الأخلاقية العامه يمكن استخلاصها من الصلوات والأساطير التي بقت. وكان يُعتقد أن نشأة البشر هي فعل إلهي للخلق، وأن الآلهة هي مصدر الحياة وتمتلك سيطرة على المرض والصحة بالإضافة إلى امتلاكها سيطرة على مصير البشر. تُظهر أسماءً فردية أن كل طفل كان يعتبر هدية إلهية. كان يُعتقد أن الإنسان خُلق ليخدم الآلهة; الإله (بيلو) والإنسان هو الخادم أو العبد (أردو) والذي يجب أن يخشى الآلهة (بولوهتو) ويتصرف بطريقة ملائمة تجاهها. ويبدو أن الفرائض كانت ذات طبيعة طقوسيه وشعائريه في الأصل، على الرغم من أن بعض الصلوات تعبر عن وجود علاقة إيجابية نفسية، أو نوعاً من تجربة التحول الديني بخصوص الإله. وغالباً يعتبر النجاح والعمر المديد مكافأة للبشر.
كان لكل رجل أيضاً واجبات تجاه أخيه، والتي كان لها بعض الطابع الديني، لا سيما واجبات الملك لرعاياه. وكان يُعتقد أن أحد الأسباب التي جعلت الآلهة تعطي الملك السلطة هي أن يطبق العدالة والصلاح، ويشار إليها (ميشارواند كيتو) والتي تعني حرفياً «الاستقامة والصواب والحزم والصدق»، وتشمل الأمثلة على ذلك عدم التنفير والتسبب في خلاف بين الأصدقاء والأقارب وإطلاق سراح المساجين الأبرياء والإخلاص والنزاهة في التجارة واحترام الحدود وحقوق الملكية وعدم التظاهر وخداع التابعين. وتوجد بعض من هذه المبادئ التوجيهية في اللوحة الثانية من سلسلة التعويذات (شوربو).
من ناحية أخرى كان يُعبر عن الخطيئة بكلمة هيتو (خطأ أو خطوة خاطئة) ويُعبر عن كلمة التمرد بأنو أو أرنو وكلمة كيلاتو تعني (خطيئة أو لعنة)، مع التأكيد الشديد على فكرة التمرد وأحياناً على فكرة أن رغبة المرء في العيش بطريقته (إنا رامانيسو) تعتبر خطيئة. كما وُصفت الخطيئة بأنها أي عمل يثير غضب الآلهة. وتظهر العقوبة على شكل مرض أو سوء حظ والتي تؤدي حتماً إلى مرجعية مشتركة لخطايا غير معروفة، أو أن الشخص قد انتهك حرمة آلهية من دون علمه بذلك، فنادراً ماتذكر مزامير الرثاء خطايا محسوسة. طبقت فكرة الثواب والعقاب هذه على الأمة والتاريخ ككل. وهناك العديد من الأمثلة من أدب بلاد ما بين النهرين يُظهر كيف أن الحرب والكوارث الطبيعية كانت تعتبر كعقاب من الآلهة، وكيف كانوا الملوك يُستخدمون كأداة للنجاة.
بصرف النظر عن بعض أوجه التشابه في الفضيلة والخطيئة مقارنةً بالأخلاق الإسلامية واليهودية المسيحية التقليدية، فإن ديانة وثقافة بلاد ما بين النهرين كانت جنسية على نحو مبالغ فيه، خاصةً في بابل حيث كان يُرى التعبير الجنسي الحر على أنه أحد الفوائد الطبيعية للحياة المتحضرة، فكانت المثلية الجنسية والتشبه بالجنس الآخر والدعارة أموراً مجازه. وعبادة إنانا/عشتار، التي كانت سائدة في بلاد ما بين النهرين قد تتضمن رقصات وحشية جنونية واحتفالات شعائرية دموية فيها شذوذ اجتماعي وجسدي. وكان يُعتقد أنه «لا يوجد شيء محظور بالنسبة لإنانا»، وذلك من خلال تصور أن انتهاكات قيود الإنسان العادي الاجتماعية والجسدية، بما في ذلك الفروقات بين الجنسين، تسمح للمرء بالعبور من «عالم الوعي اليومي لعالم يجد فيه النشوة الروحية.»

## الآخرة
كان شعب بلاد ما بين النهرين القديمة يؤمنون بالآخرة التي يعتبرونها أرضاً تحت عالمنا. وكانت هذه الأرض المعروفه بأرالو وقانزير واركالو، وتعني الأخيره «آخر أرض سفليه»، حيث يذهب جميع الناس إليها بعد الموت، بغض النظر عن وضعهم الاجتماعي أو الأعمال التي يؤدونها خلال الحياة. لم يكن شعب بلاد ما بين النهرين يعتبر العالم السفلي ثواباً أو عقاباً على عكس جحيم المسيحية. ومع ذلك فإن وضع الموتى لم يكن يعتبر كوضعهم سابقاً في الحياة بتمتعهم على وجه الأرض ; فهم كانوا يعتبرون مجرد أشباح ضعيفة وعاجزة. فأسطورة هبوط عشتار إلى العالم السفلي تروي أن «الغبار هو طعامهم والطين هو قوتهم، فهم لا يرون الضوء حيث يسكنون في الظلام.» قصص مثل الأسطورة البابلية تروي أنه يجب أن يموت جميع البشر بسبب أخطائهم الفادحة، وأن الحياة الأبدية الحقيقية هي صفة للآلهة وحدها.